# Thập niên 940
Thập niên 940 hay thập kỷ 940 chỉ đến những năm từ 940 đến 949.